# Pulpería

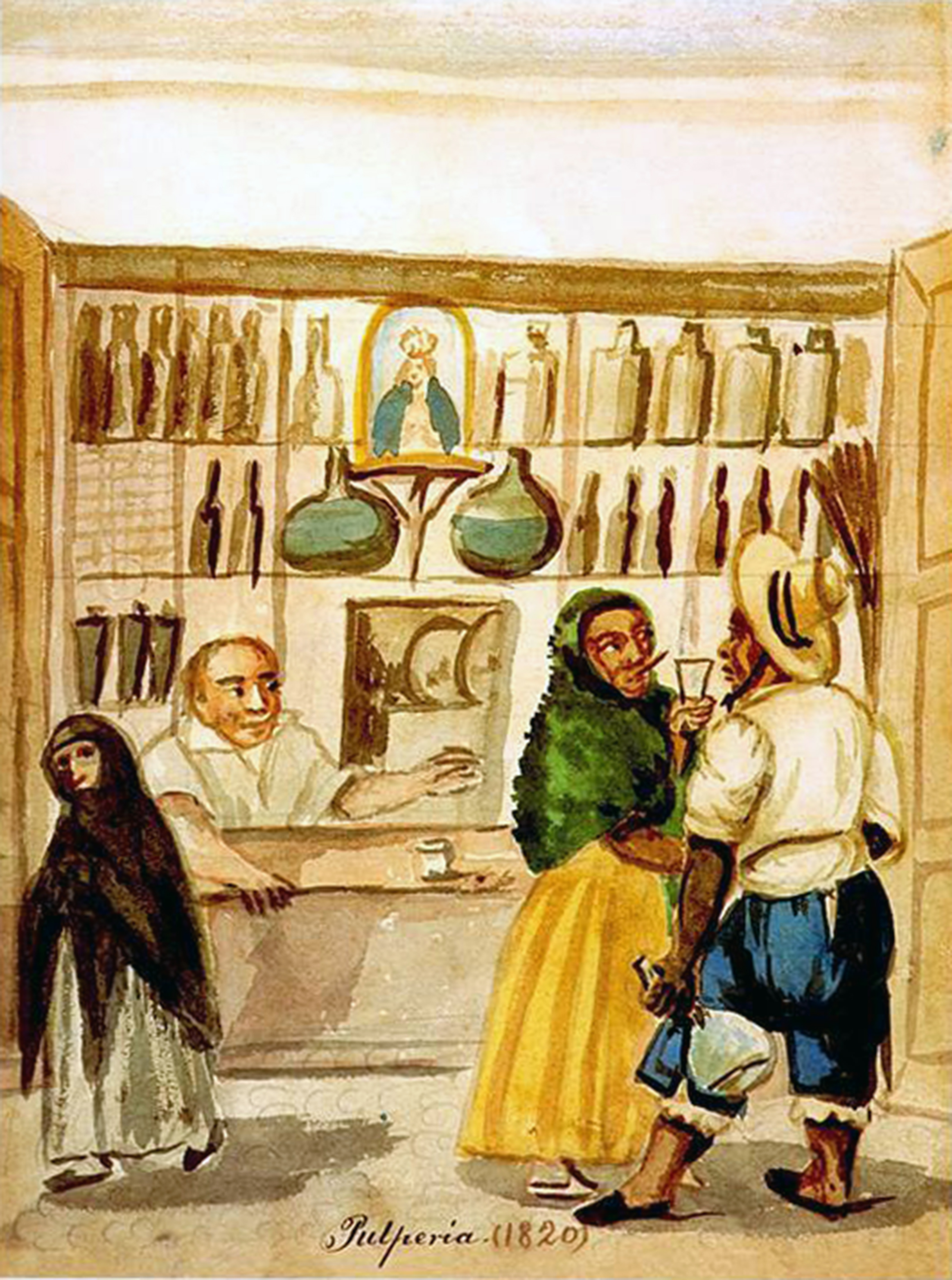
Pulpería, aquarela de Pancho Fierro (Lima, 1820).

Uma pulpería era, até inícios do século XX, o estabelecimento comercial típico das diferentes regiões da Hispanoamérica, encontrando-se mercados do tipo desde a América Central até os países do Cone Sul. Suas origens datam de meados do século XVI, e elas proviam tudo o que então era indispensável para a vida cotidiana: comida, bebidas, velas, carvão, remédios e telas, entre outras coisas.
Também era o centro social das classes sociais baixas e médias da população; ali reuniam-se as personagens típicas da cada região. As pulperías eram lugares onde se podia consumir bebidas alcoólicas e assistir a brigas de galos, jogar dados, cartas, etc.
Os estabelecimentos eram uma expressão da cultura local: no caso rioplatense, costumavam contar com uma ou duas guitarras para que os gaúchos tocassem e cantassem; ou organizassem bailes entre os paroquianos.

## Pulperías por países

### Argentina
A pulpería argentina é uma denominação que cabe exclusivamente à loja rural mais tradicional e velha. Ainda que a pulpería argentina não tenha data exata de início, se estima que existiam modelos similares de lojas desde muito antes do contacto dos espanhóis com os araucanos, inclusive quando ainda não existia comércio algum ou estadia que garantisse a provisão de bebida ou alimento. Em 1810 existiam na província de Buenos Aires (que então incluía a Capital Federal) umas 500 pulperías. Testemunhos deste passado destacam a Blanqueada em San Antonio de Areco e a pulpería de Cacho na cidade de Mercedes. Ainda que já não são tão numerosas, alguns destes estabelecimentos persistem no bairro de San Telmo na Cidade de Buenos Aires, onde se podem encontrar:
```
diversas mercadorias e tomar um gole. Outras 
pulperías
, pelo contrário, têm subsistido se transformando nos denominados “armazéns" e "despensas", que são uma parte das clássicas 
pulperías 
tradicionais.
[
2
]
```

### Chile
No Chile, o termo pulpería era utilizado para identificar as lojas que se encontravam nas estações salitreiras, onde os trabalhadores compravam a mercadoria em troca de fichas que obtinham de seus empregadores.

### México
No México não existiram as pulperías tal como observado anteriormente, mas como pulquerías; um lugar onde se vendia pulque e que funcionava como ponto de reunião social para os trabalhadores de todas as épocas, desde os dias de colonia até hoje em dia. Atualmente, tanto o pulque como o mezcal têm subido de categoria social, e agora os bares e restaurantes anunciam que oferecem as bebidas.

### Peru
A existência de pulperías no Peru encontra-se documentada desde meados do século XVI, existindo tanto em zonas rurais como urbanas. Nelas se vendiam toda tipo de mantimentos, mas se caracterizavam principalmente pela venda de bebidas como vinho, pisco, rum e outros aguardentes; o jurista Gaspar de Escalona e Agüero, em sua obra Gazophilatium regium Peruvicum... (publicada em meados do século XVII), afirmava que "Pulperías são no Peru, lojas, pousadas ou tabernas onde se vende alguns mantimentos, como são vinho, pão, mel, queijo, manteiga, azeite, plátanos, velas e outras ninharias".
Nas Memórias do vice-rei Juan de Mendoza y Luna, marquês de Monte Carlos,  recordava a seu sucessor que "Também se proíbem por ordem as tabernas ou bodegas nos ranchos dos índios. Chamam-nas cá de pulperías".
Em meados do século XIX,  a pulpería era o típico estabelecimento a cargo dos imigrantes italianos no Peru, estas pulperías italianas abundavam no Callao, Tacna, Moquegua, Arica, Arequipa e outras cidades e vilas do país. No começo do século XX, o termo foi reduzido aos estabelecimentos de comércio varejista, até que paulatinamente foi deixado de lado e substituído por adegas, armazéns, lojas ou casas de importação, e no caso das que vendiam licores e comidas, agora são conhecidos como restaurantes ou bares.

### América Central
Ainda que em alguns países da América do Sul o termo já não é tão comum, na América Central o termo segue sendo muito usado, havendo milhares destes estabelecimentos. Por exemplo, na Costa Rica há cerca de dezoito mil pulperías, na Guatemala cento cinquenta mil, na Nicarágua cento vinte mil e nos outros países se contam várias dezenas de milhares, como em Honduras. No México existem mais de 650 mil e na Colômbia quatrocentas mil. Existem três tipos de mercados: O mercado de balcão, o mercado de janela e a de quiosque. Na primeira, há um balcão como barreira entre o pulpero e seus clientes. Este atende e vende com suas mãos sobre um balcão. Na de janela, o pulpero atende e vende através de uma janela numa parede do local, muitas vezes por motivos de segurança. O quiosque é um estabelecimento num lugar público e normalmente vendem jornais, flores, lanches, refrescos e cigarros, entre outros.

### Venezuela
Até os anos 1960 era muito estendido o conceito de pulpería para denominar às lojas onde costumava haver artigos de consumo. Com o passar dos anos, este hábito foi desaparecendo, dando lugar às lojas de conveniência, chamadas bodegas (as pequenas) ou abastos (maiores). Os abastos venezuelanos costumam ser gerenciados por imigrantes oriundos de Portugal.

## Situação atual
Desde o começo do século XX o termo pulpería foi caindo em desuso em partes da América. A maior parte das pulperías na Argentina e no Chile, por exemplo, foi substituída por estabelecimentos com funções parcialmente similares: os armazéns de ramos gerais e os boliches.
Na  América Central, em contraste, o termo "pulpería" segue usado e é muito comum para pequenos estabelecimentos ou lojas que vendem bebidas, açúcar, cigarros, etc. As pulperías encontram-se geralmente, mas não unicamente, nos bairros ou comunidades mais pobres das cidades centroamericanas, já que vendem artigos fraccionados, isto é, porções muito pequenas para seu consumo diário; por exemplo, vendem-se os cigarros por unidade.
Grandes redes de fabricantes de produtos para o lar deram-se conta do potencial deste tipo de comércio varejista e têm desenvolvido versões mais pequenas de seus produtos, destinando sua venda em mercados, como embalagens de xampu ou condicionador de 30 ou 60 gramas, entre outros.